# Мэр Кингстауна
«Мэр Кингстауна» (англ. Mayor of Kingstown) — американский телесериал Тейлора Шеридана и Хью Диллона в жанре криминального триллера. Премьера первого сезона состоялась 14 ноября 2021 года на стриминговой платформе Paramount+.
В феврале 2022 года телесериал был продлён на второй сезон, премьера которого состоялась 15 января 2023 года.
В сентябре 2023 года был продлён на третий сезон, премьера которого состоялась 2 июня 2024 года.
В декабре 2024 года был продлён на четвёртый сезон, премьера которого состоится 26 октября 2025 года.

## Сюжет
В центре сюжета — влиятельное семейство Макласки в Кингстауне (штат Мичиган), которое занимается тюремным бизнесом. В сериале поднимаются темы системного расизма, коррупции и неравенства.

## В ролях

### Главные роли
- Джереми Реннер — Майк Макласки
- Дайан Уист — Мириам Макласки
- Хью Диллон — лейтенант Иан Фергюсон
- Тоби Бамтефа — Деверин «Банни» Вашингтон
- Тейлор Хэндли — Кайл Макласки
- Эмма Лэрд[англ.] — Айрис
- Дерек Уэбстер — детектив Стиви
- Хэмиш Аллан-Хидли — сержант Роберт Сойер
- Фариз Ласс — Пи-Дог
- Эйдан Гиллен — Майло Сантер
- Кайл Чендлер — Митч Макласки
- Ниши Манши — Трейси Макласки

### Второстепенные роли
- Джеймс Джордан[англ.] (сезон 1) — Эд Симмонс, сержант в пенитенциарной системе
- Николь Галисия — Ребекка
- Эндрю Ховард — Дюк, лидер бандитской группировки белых супремасистов
- Хосе Пабло Кантильо — Карлос Хименес, лидер мексиканской мафии
- Майкл Бич — капитан полиции Карим Мур
- Некар Задеган — Эвелин Фоули
- Джейсон Келли — офицер Тим Уивер
- Мандела Ван Пиблз — Сэм, охранник в тюрьме
- Роб Керкленд — капитан Уолтер
- Роб Стюарт — капитан детективов Ричард Херд
- Наташа Марк — Черри
- Стейси Гринуэлл — офицер Эбби Стил
- Джордж Чортов — Джозеф, член русской мафии и правая рука Майло
- Гратиэла Бранкуси (сезон 2) — Татьяна
- Лейн Гаррисон[англ.] (сезон 2) — Карни, охранник в тюрьме

## Список эпизодов
| Сезон | Серии | Серии | Даты показа    | Даты показа     |
| Сезон | Серии | Серии | Первая серия   | Последняя серия |
| ----- | ----- | ----- | -------------- | --------------- |
| 1     | 10    | 10    | 14 ноября 2021 | 9 января 2022   |
| 2     | 10    | 10    | 15 января 2023 | 19 марта 2023   |
| 3     | 10    | 10    | 2 июня 2024    | 4 августа 2024  |

### Сезон 1 (2021—2022)
| № общий | № в сезоне | Название                                         | Режиссёр       | Автор сценария | Дата премьеры   |
| ------- | ---------- | ------------------------------------------------ | -------------- | -------------- | --------------- |
| 1       | 1          | «Мэр Кингстауна» «The Mayor of Kingstown»        | Тейлор Шеридан | Тейлор Шеридан | 14 ноября 2021  |
| 2       | 2          | «Начало конца» «The End Begins»                  | Бен Ричардсон  | Тейлор Шеридан | 14 ноября 2021  |
| 3       | 3          | «Просто убийство» «Simply Murder»                | Тейлор Шеридан | Тейлор Шеридан | 21 ноября 2021  |
| 4       | 4          | «Цена» «The Price»                               | Бен Ричардсон  | Тейлор Шеридан | 28 ноября 2021  |
| 5       | 5          | «Орион» «Orion»                                  | Гай Ферленд    | Тейлор Шеридан | 5 декабря 2021  |
| 6       | 6          | «Каждое перо» «Every Feather»                    | Гай Ферленд    | Тейлор Шеридан | 12 декабря 2021 |
| 7       | 7          | «И пришёл паук» «Along Came a Spider»            | Кларк Джонсон  | Тейлор Шеридан | 19 декабря 2021 |
| 8       | 8          | «Дьявол — это мы» «The Devil Is Us»              | Кларк Джонсон  | Тейлор Шеридан | 26 декабря 2021 |
| 9       | 9          | «Ложь правды» «The Lie of the Truth»             | Стивен Кей     | Тейлор Шеридан | 2 января 2022   |
| 10      | 10         | «Этот кусочек моей души» «This Piece of My Soul» | Стивен Кей     | Тейлор Шеридан | 9 января 2022   |

### Сезон 2 (2023)
| № общий | № в сезоне | Название                                          | Режиссёр    | Автор сценария                         | Дата премьеры   |
| ------- | ---------- | ------------------------------------------------- | ----------- | -------------------------------------- | --------------- |
| 11      | 1          | «Голубь всегда прилетает» «Never Missed a Pigeon» | Стивен Кей  | Дейв Эриксон, Тейлор Шеридан           | 15 января 2023  |
| 12      | 2          | «Уставившись на дьявола» «Staring at the Devil»   | Стивен Кей  | Тейлор Шеридан                         | 22 января 2023  |
| 13      | 3          | «Пять на пять» «Five at Five»                     | Таша Смит   | Кели Гофф                              | 29 января 2023  |
| 14      | 4          | «Бассейн» «The Pool»                              | Таша Смит   | Эван Болл                              | 5 февраля 2023  |
| 15      | 5          | «Коробка» «Kill Box»                              | Гай Ферленд | Леон Хендрикс III                      | 12 февраля 2023 |
| 16      | 6          | «Оставленные с носом» «Left with the Nose»        | Гай Ферленд | Кристиан Донован                       | 19 февраля 2023 |
| 17      | 7          | «Дроны» «Drones»                                  | Стивен Кей  | Реджина Коррадо                        | 26 февраля 2023 |
| 18      | 8          | «Санта Иисус» «Santa Jesus»                       | Стивен Кей  | Хью Диллон, Стивен Кей                 | 5 марта 2023    |
| 19      | 9          | «Мир в долине» «Peace in the Valley»              | Стивен Кей  | Кристиан Донован и Джеймс Арцега Тисли | 12 марта 2023   |
| 20      | 10         | «Маленький зелёный муравей» «Little Green Ant»    | Стивен Кей  | Реджина Коррадо и Дейв Эриксон         | 19 марта 2023   |

### Сезон 3 (2024)
| № общий | № в сезоне | Название                                                    | Режиссёр      | Автор сценария | Дата премьеры  |
| ------- | ---------- | ----------------------------------------------------------- | ------------- | -------------- | -------------- |
| 21      | 1          | «Сердце солдата» «Soldier's Heart»                          | Кристоф Шреве | Дейв Эриксон   | 2 июня 2024    |
| 22      | 2          | «Кишки» «Guts»                                              | Неизвестно    | Неизвестно     | 9 июня 2024    |
| 23      | 3          | «Варвары у ворот» «Barbarians at the Gate»                  | Неизвестно    | Неизвестно     | 17 июня 2024   |
| 24      | 4          | «Тряпичная кукла» «Rag Doll»                                | Неизвестно    | Неизвестно     | 24 июня 2024   |
| 25      | 5          | «Айрис» «Iris»                                              | Неизвестно    | Неизвестно     | 30 июня 2024   |
| 26      | 6          | «Экотон» «Ecotone»                                          | Неизвестно    | Неизвестно     | 7 июля 2024    |
| 27      | 7          | «Мария была здесь» «Marya Was There»                        | Неизвестно    | Неизвестно     | 14 июля 2024   |
| 28      | 8          | «Капитан дырявого корыта» «Captain of the Sh*t Out of Luck» | Неизвестно    | Неизвестно     | 21 июля 2024   |
| 29      | 9          | «Дом на пастбище» «Home on the range»                       | Неизвестно    | Неизвестно     | 28 июля 2024   |
| 30      | 10         | «Заслуженная кара» «Comeuppance»                            | Неизвестно    | Неизвестно     | 4 августа 2024 |

## Производство
Проект был анонсирован в январе 2020 года, когда компания Paramount Network заказала производство телесериала. В феврале 2021 года стало известно, что сериал выйдет на платформе Paramount+ и в нём снимется Джереми Реннер.
Съёмки начались 17 мая 2021 года в Торонто (Канада) и завершились 2 октября того же года.

## Премьера
Премьера первого сезона, состоящего из десяти эпизодов, состоялась 14 ноября 2021 года на стриминговой платформе Paramount+.
Премьера второго сезона состоялась 15 января 2023 года.

## Оценки критиков
На сайте Rotten Tomatoes рейтинг первого сезона составляет 33 % на основании 27 рецензий критиков со средним баллом 5,7 из 10. При этом рейтинг у аудитории значительно выше и составляет 89 %. На сайте Metacritic рейтинг первого составляет 54 балла из 100 возможных на основании 15 рецензий критиков, что соответствует «средним или смешанным» отзывам.
Рейтинг второго сезона на Rotten Tomatoes составляет 50 % на основании 8 рецензий критиков. Рейтинг второго сезона на Metacritic составляет 60 баллов из 100 возможных на основании 4 рецензий критиков, что соответствует «средним или смешанным» отзывам.